# Porsche Supercup 2008
Porsche Supercup 2008 kördes över 12 omgångar.

## Delsegrare
| Datum        | Bana              | Vinnare            |
| ------------ | ----------------- | ------------------ |
| 5 april      | Sakhir            | Damien Faulkner    |
| 6 april      | Sakhir            | Christian Mamerow  |
| 27 april     | Barcelona         | Jan Seyffarth      |
| 11 maj       | Istanbul          | Jaap van Lagen     |
| 25 maj       | Monaco            | Jeroen Bleekemolen |
| 22 juni      | Magny-Cours       | Jeroen Bleekemolen |
| 6 juli       | Silverstone       | Sean Edwards       |
| 20 juli      | Hockenheim        | Jaap van Lagen     |
| 3 augusti    | Hungaroring       | Damien Faulkner    |
| 24 augusti   | Valencia (street) | Jeroen Bleekemolen |
| 7 september  | Spa               | Sean Edwards       |
| 14 september | Monza             | Nicolas Lamindo    |

## Slutställning
| Plats | Förare                 | Poäng |
| ----- | ---------------------- | ----- |
| 1     | Jeroen Bleekemolen     | 192   |
| 2     | Damien Faulkner        | 121   |
| 3     | Patrick Huisman        | 100   |
| 4     | Christian Mamerow      | 98    |
| 5     | Sean Edwards           | 96    |
| 6     | René Rast              | 95    |
| 7     | Jaap van Lagen         | 94    |
| 8     | Jan Seyffart           | 93    |
| 9     | Danny Watts            | 91    |
| 10    | Stefan Rosina          | 89    |
| 11    | Nicolas Armindo        | 73    |
| 12    | David Saelens          | 73    |
| 13    | Uwe Alzen              | 67    |
| 14    | Jörg Hardt             | 49    |
| 15    | Alessandro Zampedri    | 48    |
| 16    | Sebastiaan Bleekemolen | 44    |
| 17    | Norbert Siedler        | 39    |
| 18    | Jiri Janak             | 36    |
| 19    | Petro Petiz            | 32    |
| 20    | Jocke Mangs            | 22    |
| 21    | Lucas Guerrero         | 21    |
| 22    | Lance David Arnold     | 16    |
| 23    | Tim Buijs              | 15    |
| 24    | Marc Benz              | 12    |
| 25    | Paul van Splunteren    | 8     |
| 26    | Simon Frederiks        | 7     |
| 27    | Narnunas Dagilis       | 5     |
| 28    | Darryl O'Young         | 4     |
| 29    | Michael Bleekemolen    | 3     |
| 30    | Alejandro Nunez        | 1     |